# Oligopithecus
 Oligopithecus  ist eine ausgestorbene Gattung der Primaten, die vor rund 30 Millionen Jahren u. a. im Gebiet der heutigen Fossillagerstätte Fayyum in Ägypten vorkam. Das erste Fossil der Gattung – ein teilweise erhaltener linker Unterkiefer, wurde im Verlauf von Feldstudien der Yale University um die Jahreswende 1961/62 in Fayyum geborgen und 1962 von Elwyn L. Simons zur neu benannten Art der Gattung,  Oligopithecus savagei,  gestellt.

## Namensgebung
Die Bezeichnung der Gattung Oligopithecus ist abgeleitet aus den griechischen Wörtern ὀλίγος (altgriechisch gesprochen olígos, „gering“; hier verwendet als Verweis auf die Herkunft der Gattung aus der erdgeschichtlichen Epoche des Oligozäns) und πίθηκος (gesprochen píthēkos, „Affe“). Oligopithecus bedeutet somit sinngemäß „Affe aus dem Oligozän“. Das Epitheton der Typusart, Oligopithecus savagei, ehrt den Entdecker des ersten und damals einzigen geborgenen Fossils von Oligopithecus, den US-amerikanischen Paläontologen Donald E. Savage.

## Erstbeschreibung
Der Erstbeschreibung von Gattung und Typusart liegt als Holotypus das Fossil mit der Sammlungsnummer Y.C.P.E. 207 zugrunde, das Fragment eines kleinen, linken Unterkiefers mit fehlendem Unterkieferast (Ramus mandibulae) und in den Zahnfächern sitzendem Eckzahn, den Prämolaren und dem Molar M1. Oligopithecus unterscheide sich von Propliopithecus und Parapithecus vor allem durch die Anordnung und die Höhe der Zahnhöcker. 1989 ergänzte Elwyn L. Simons, dass die Zähne von Oligopithecus rogeri deutlich größer waren als die Zähne der annähernd zur gleichen Zeit lebenden Gattungen Catopithecus und Proteopithecus. Eine Schätzung des Körpergewichts, die 1992 publiziert wurde, ergab ca. 700–1000 Gramm für Oligopithecus savagei, ca. 600–900 Gramm für Catopithecus browni und rund 500 Gramm für Proteopithecus sylviae. Laut Paleobiology Database stammen die Fossilien dieser Arten aus Schichten, die 33,9 bis 28,4 Millionen Jahre alt sind; Oligopithecus wird laut dieser Datenbank der Familie der Propliopithecidae zugerechnet.

## Weitere Funde
1988 wurden erstmals auch einige Zähne aus dem Oberkiefer von Oligopithecus savagei beschrieben, deren Beschaffenheit als Bestätigung für die Zuordnung der Gattung zur Familie der Propliopithecidae und somit zu den „Höheren Primaten“.
1995 wurde ein Dutzend fossiler Zähne, die in der Fundstätte Taqa in Oman entdeckt worden waren, der neu eingeführten Art Oligopithecus rogeri zugeordnet, deren Individuen rund 5 bis 15 Prozent größer waren als die Typusart der Gattung. Holotypus dieser zweiten Art ist ein Prämolar (P4), Sammlungsnummer TQ 313. Das Epitheton, rogeri, ehrt Jaques Roger, einen Wissenschaftler des französischen Bureau de recherches géologiques et minières. Für die Fundstätte Taqa wurde ein Alter von 31 bis 30 Millionen Jahre berechnet.

## Belege
1. ↑  Elwyn L. Simons: Two new primate species from the African Oligocene. In: Postilla. Band 64, 1962, S. 1–5, Volltext.
2. ↑  Elwyn L. Simons: Description of two genera and species of late Eocene Anthropoidea from Egypt. In: PNAS. Band 86, Nr. 24, 1989, S. 9956–9960, doi:10.1073/pnas.86.24.9956.
3. ↑  D. Tab Rasmussen und Elwyn L. Simons: Paleobiology of the oligopithecines, the earliest known anthropoid primates. In: International Journal of Primatology. Band 13, Artikel-Nr.: 477, 1992, doi:10.1007/BF02547829.
4. ↑  Eintrag Oligopithecus in der Paleobiology Database.
5. ↑  Laurent Marivaux, Francisco R. Negri, Pierre-Olivier Antoine, Narla S. Stutz, Fabien L. Condamine, Leonardo Kerber, François Pujos, Roberto Ventura Santos, André M. V. Alvim, Annie S. Hsiou, Marcos C. Bissaro Jr., Karen Adami-Rodrigues und Ana Maria Ribeiro: An eosimiid primate of South Asian affinities in the Paleogene of Western Amazonia and the origin of New World monkeys. In: PNAS. Band 120, Nr. 28, 2023, Artikel-Nr.: e2301338120, doi:10.1073/pnas.2301338120.
6. ↑  D. Tab Rasmussen und Elwyn L. Simons. New specimens of Oligopithecus savagei, early Oligocene primate from the Fayum, Egypt. In: Folia Primatologica. Band 51, Nr. 4, 1988, S. 182–208, doi:10.1159/000156372.
7. ↑  Emmanuel Gheerbrant, Herbert Thomas, Sevket Sen und Zaher Al-Sulaimani: Nouveau Primate Oligopithecinae (Simiiformes) de l'Oligocène inférieur de Taqah, Sultanat d'Oman. In: Comptes Rendus de l'Academie des Sciences. Band 321, Serie II a, 1995, S. 425–432, Volltext.
8. ↑  Jaques Roger et al.: Stratigraphic, palaeomagnetic and palaeoenvironmental study of the Early Oligocene vertebrate locality of Taqah (Dhofar, Sultanate of Oman). In: Newsletters on Stratigraphy. Band 28 Nr. 2–3, 1993, S. 93–119, doi:10.1127/nos/28/1993/93.